# Васильева, Валентина Афанасьевна
Валентина Афанасьевна Васильева (22 марта 1929 ― 20 ноября 2021) ― советский и российский педагог, Народный учитель Российской Федерации (2011). Единственная женщина в России удостоена почетного знака фонда Зимина «За выдающиеся заслуги в области физико-математического образования». Лауреат конкурса Фонда «Династия» (2006, 2009). Почётный гражданин Ангарского муниципального образования (1999).

## Биография
Валентина Афанасьевна Васильева родилась 22 марта 1929 года в селе Сосновка Тюменской области, РСФСР.
В 1951 году завершила обучение в Тюменском педагогическом училище. Была направлена на работу в семилетнюю школу села Ингалинское Тюменской области.
После окончания обучения Тюменском педагогическом институте, приехала в город Ангарск. С 1960 года стала проживать и работать в этом городе, начав трудовую деятельность в интернате № 15. Затем стала преподавать математику в ангарской школе № 28. С 1965 года она трудилась учителем математики в средней школе № 10. За долгие годы педагогической деятельности она экспериментально проверила созданную ею методическую систему работы учителя математики по формированию математического мышления у учащихся.
Ученики Васильевой — 200 кандидатов математических, физико-математических и экономических наук, 14 докторов наук, один член-корреспондент РАН (М.В. Либанов), предприниматели, инженеры и просто успешные люди, которым она передала свои знания и навыки владения предметом.
На основании решения Думы Ангарского муниципального образования от 23 июня 1999 года № 135 Васильевой Валентине Афанасьевне, учителю муниципального образовательного учреждения «Средняя общеобразовательная школа № 10», присвоено звание «Почетный гражданин Ангарского муниципального образования» за многолетнюю и плодотворную деятельность, способствующую развитию просвещения, интеллектуальному, духовному развитию, воспитанию высокой нравственности и морали.
В период 2007—2011 годов её ученики являлись победителями международных конкурсов, одерживали победу также в конкурсах математического журнала «Квант», математических турнирах городов, международном математическом турнире памяти академика Колмогорова, в турнирах юных математиков.
Указом Президента Российской Федерации от 5 октября 2011 года № 1284, Валентина Афанасьевна была удостоена звания «Народный учитель Российской Федерации».
Дочь Елена закончила обучение в аспирантуре в Красноярске и стала работать на кафедре педиатрии в Иркутском государственном медицинском университете (ИГМУ). Кандидат медицинских наук.
Проживала в городе Ангарске Иркутской области. Умерла 20 ноября 2021 года.

## Награды и звания
- Медаль «За трудовую доблесть».
- Медаль «Ветеран труда».
- Народный учитель Российской Федерации (05.10.2011).
- Заслуженный учитель школы РСФСР.
- Отличник народного образования.
- Почётный гражданин Ангарского муниципального образования (1999).
- Лауреат конкурса Фонда «Династия» (2006, 2009).
- Пятикратный лауреат премии Сороса.
- Лауреат премии губернатора Иркутской области.
- Почётный знак фонда Зимина «За выдающиеся заслуги в области физико-математического образования».